# Parque Marcello de Ipanema
O Parque Marcello de Ipanema é um parque urbano que ocupa quase 13 hectares, ocupando área verde na orla contínua à Ponta de Santa Cruz. Localizado entre as praias da Bica e do Engenho Velho no bairro do Jardim Guanabara, na Ilha do Governador, Rio de Janeiro.
Com a denominação inicial de "Parque do Engenho Velho", recebeu o nome Marcello de Ipanema em 1993 antes de ser inaugurado, homenageando importante ambientalista e jornalista do Rio de Janeiro, também criador do jornal de bairro Jornal Ilha Notícias, que circula na Ilha do Governador. Projetado pela arquiteta Vera Lúcia Cardim, suas obras de implantação e paisagismo foram inauguradas em 1995. Ocupa estreita faixa das encostas florestadas do Morro de Santa Cruz, entre o Iate Clube Jardim Guanabara e a Praia da Bica.
Em 2014 e 2015, porém houve denúncias por não estar em bom estado de conservação, lixo, desordem e falta de manutenção chamavam atenção para a situação de abandono do espaço.